# Massiccio del Taillefer
Il Massiccio del Taillefer è un piccolo rilievo montuoso  delle Alpi francesi, nelle Alpi del Delfinato,  situato nel dipartimento dell'Isère. Prende il nome dalla vetta più elevata: il Taillefer.

## Classificazione
Secondo la SOIUSA il Massiccio del Taillefer è una sottosezione alpina con la seguente classificazione:
- Grande parte = Alpi Occidentali
- Grande settore = Alpi Sud-occidentali
- Sezione = Alpi del Delfinato
- Sottosezione = Massiccio del Taillefer
- Codice = I/A-5.IV

## Delimitazione
Confina:
- a nord con la Catena di Belledonne (nella stessa sezione alpina) e separato dal fiume Romanche;
- a nord-est con le Alpi delle Grandes Rousses e delle Aiguilles d'Arves (nella stessa sezione alpina) e separato dal fiume Romanche;
- a sud-est con il Massiccio des Écrins (nella stessa sezione alpina) e separato dal Col d'Ornon;
- a sud con le Prealpi del Devoluy (nelle Prealpi del Delfinato) e separato dal fiume Drac;
- ad ovest con le Prealpi del Vercors (nelle Prealpi del Delfinato) e separato dal fiume Drac.

Ruotando in senso orario i limiti geografici sono: Col d'Ornon, torrente Malsanne, torrente Bonne, fiume Drac, fiume Romanche, Col d'Ornon.

## Suddivisione
Secondo la SOIUSA il massiccio è composto da un supergruppo, tre gruppi e quattro sottogruppi:
- Gruppo Taillefer-Grand Armet-Tabor-Génépi (A)
  - Catena Taillefer-Grand Armet (A.1)
    - Gruppo del Taillefer (A.1.a)
    - Gruppo del Grand Armet (A.1.b)

  - Gruppo Tabor-Grand Serre (A.2)
  - Gruppo Génépi-Conest (A.3)
    - Catena Conest-Pau Cuchet (A.3.a)
    - Catena del Génépi (A.3.b)

## Vette principali

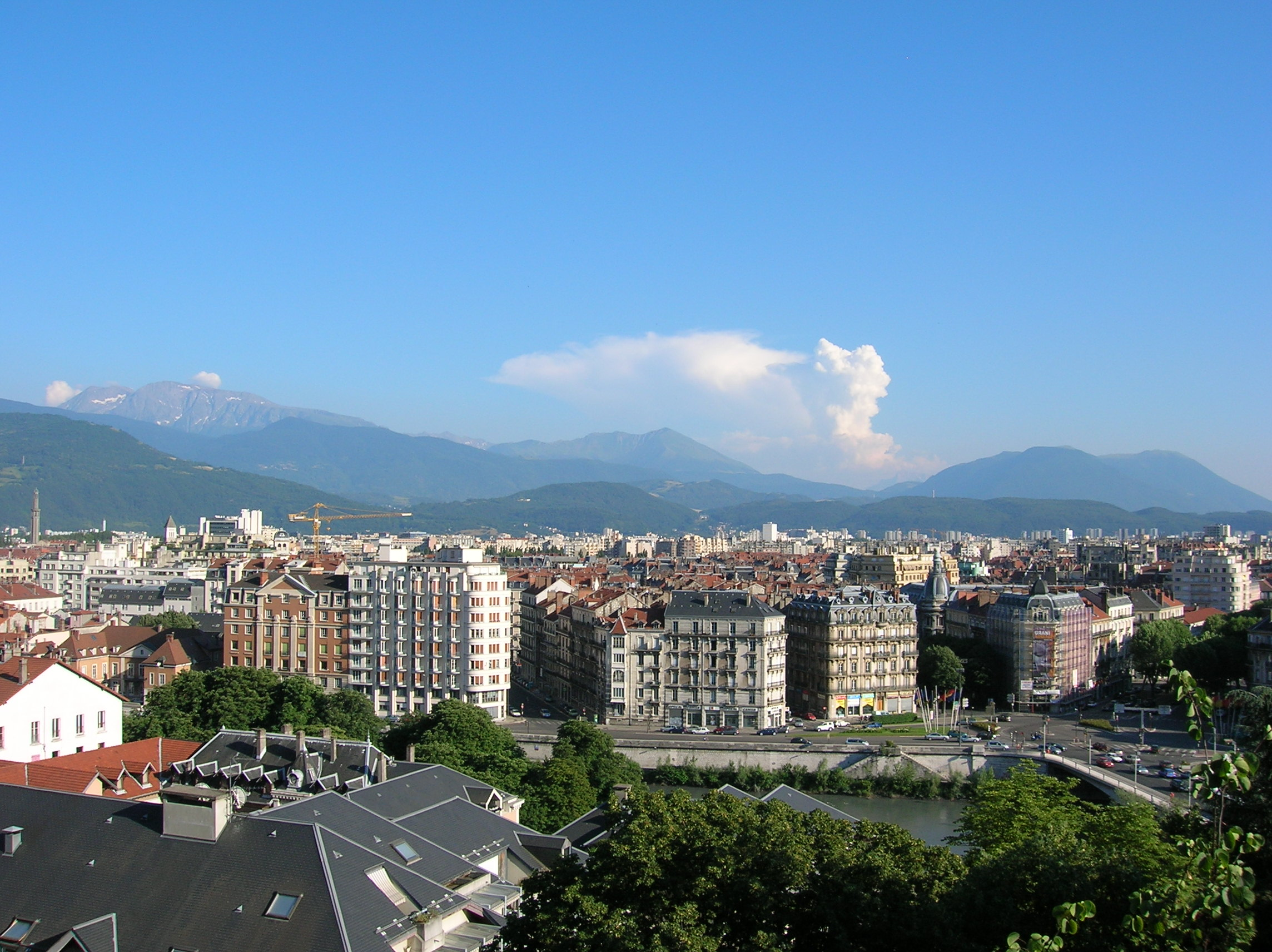
Altra immagine del massiccio.

- Il Taillefer, cima più elevata, 2857 m
- la Piramide, 2839 m
- il Grand Armet, 2792 m
- il Rocher du Lac, 2776 m
- les Mayes, 2695 m
- il Coiro, 2606 m
- il Grand Vent, 2601 m
- il Grand Galbert, 2561 m
- il Cornillon, 2475 m
- la Cima Chalvine, 2285 m
- la Pointe de l'Aiguille, 2283 m
- l'Étillier, 2196 m
- il Tabor, 2390 m
- la Grand Serre, 2141 m
- il Sénépy, 1769 m
- la Peyrouse, 1710 m
- Beauregard, 1632 m
- il Connex, 1360 m